# Theatres des Vampires
Theatres des Vampires je italská hudební skupina hrající gothic metal.
Theatres des Vampires se zrodili roku 1994 z rozpadlé, v devadesátých letech známé skupiny Sepolcrum. Skupina se stala jedním z průkopníků stylu později známého jako vampiric metal. Zpočátku skupina hrála symfonický black metal, ale časem si vytvořili vlastní styl spojením gotické, elektronické a klasické hudby, opery a rocku.
Zakladateli skupiny jsou Alexander „Lord Vampyr“ a Roberth „Morgoth“. V roce 1995 vydali demo, které se rychle rozprodalo. Avšak v témže roce odešla velké část skupiny a tak první album Theatres des Vampires „Vampyrisme, Necrophilie, Necrosadisme, Necrophagie“ v podstatě nahrál Alexander sám. Brzy po nahrání alba se do skupiny přidal Roberth a hned po něm i Fabian „Necros“. Během nahrávání alba „The Vampire Chronicles“ se přidala Justine, a na dalším albu se už objevila taktéž Sonya Scarlet. Na „Suicide Vampire“ se měla objevit předělávka hitu Kylie Minogue „I Can't Get You Out of My Grave“, ale kvůli problému s autorskými právy se vydání předělávky stalo možným až roku 2003. V roce 2004 ze skupiny odešel Alexander a Sonya Scarlet zůstala jediným hlasem skupiny a frontmankou. Během 10 let Theatres des Vampires vydali 6 alb, všechny u britského vydavatele Plastic Head.

## Diskografie
- 2011 Moonlight Waltz
- 2008 Anima Noir
- 2006 Desire Of Damnation
- 2004 Nightbreed of Macabria
- 2003 The (Un)Official History 1993-2003
- 2003 Vampyrìsme
- 2002 Suicide Vampire
- 2001 Bloody Lunatic Asylum
- 2001 Iubilaeum Anno Dracula 2001
- 1999 The Vampire Chronicles
- 1996 Vampyrìsme, Nècrophilie, Nècrosadisme, Nècrophagie
- 1995 Nosferatu Eine Sinphonie des Grauens